# بیگه اونال
بیگه اونال (به ترکی استانبولی:Bige Önal) زاده ۱ فوریه ۱۹۹۰، یک هنرپیشه اهل ترکیه است.
اونال در ۱ فوریه ۱۹۹۰در استانبول زاده شد. پدرش ارهان اونال بازیکن سابق فوتبال بود که برای بایرن مونیخ و گالاتاسرای بازی می‌کرد. مادر او، ماین بایسان، یک مدل سابق است. وقتی او ۹ ساله بود والدینش از هم جدا شدند. پس از فارغ‌التحصیلی از دبیرستان فرانسوی، در دانشگاه بیلگی استانبول ثبت نام کرد و تحصیلات خود را در آنجا به پایان رساند.
اولین نقش مهم او در سریال عشق و جزا در سال ۲۰۱۰ بود که در آن شخصیت یلیز را به تصویر کشید. او سپس در کنار آیچا بینگول، مته هوروزوغلو، ایلکر کیزماز و اکین کوچ برای فیلم «اسم من گلتپه است» انتخاب شد. بازی او از شخصیت نازلی به عنوان یک پیشرفت در حرفه او بود.

## فیلم‌شناسی
| سال       | عنوان                         | نقش         | یادداشت         |
| --------- | ----------------------------- | ----------- | --------------- |
| ۲۰۰۷      | هتل من کیسمتیم                | _           | _               |
| ۲۰۱۰      | عشق و جزا                     | یلیز        | نقش تکرار شونده |
| ۲۰۱۰      | منکشه و هلیل                  | دیدم        | نقش تکرار شونده |
| ۲۰۱۱–۲۰۱۲ | قرن باشکوه                    | ریتا        | نقش تکرار شونده |
| ۲۰۱۴      | ممنوعه                        | جاستین      | نقش تکرار شونده |
| ۲۰۱۴      | اسم من گلتپه است              | _           | نقش اصلی        |
| ۲۰۱۵      | مارال                         | _           | نقش حمایتی      |
| ۲۰۱۶      | زمان مهاجرت                   | دیدم        | نقش حمایتی      |
| ۲۰۱۷      | داستان بدروم                  | لال         | نقش حمایتی      |
| ۲۰۱۸      | همسر خطرناک من                | صدا چلیک    | نقش اصلی        |
| ۲۰۱۸      | Steppe                        | تولای       | نقش اصلی        |
| ۲۰۲۰      | محافظ (مجموعه تلویزیونی ترکی) | برین        | فصل ۳–۴         |
| ۲۰۲۰–۲۰۲۱ | تو درم را بزن                 | سلین آتاکان | نقش حمایتی      |
| ۲۰۲۰      | Ethos                         | هایرونیسا   | نقش حمایتی      |
| ۲۰۲۱      | Yeşilçam                      | غزال        | نقش حمایتی      |

| سال  | عنوان              | نقش         | یادداشت    |
| ---- | ------------------ | ----------- | ---------- |
| ۲۰۱۷ | چه اتفاقی افتاد    | رمز و راز   | نقش حمایتی |
| ۲۰۱۷ | ارباب مرغان دریایی | رویا/بیرگول | نقش اصلی   |
| ۲۰۲۱ | من لنین هستم       | نیهال       | نقش مکمل   |